# Krafton
Krafton — корейская компания, разработчик и издатель компьютерных игр.

## История
В марте 2007 года Кан Сок Кимом была основана компания Bluehole. Позже, в июне 2008 года был основан Северо-американский филиал Bluehole Interactive. А в августе 2008 года Кореей был подписан издательский договор на игру TERA с издателем NHN Corporation. В мае 2012 года были официально запущены сервера «Теры» в Европе, и в Северной Америке. В ноябре 2018 года Bluehole создает Krafton в качестве материнской компании. Все дочерние компании Bluehole были переданы Krafton.

## Продукты компании
- TERA (2011)
- Devilian[англ.] (2015)
- Mini Golf King (2017)
- Road to Valor: World War II (2019)
- Mistover[англ.] (2019)
- Golf King (2019)
- Elyon[англ.] (2020)
- Ronin: The Last Samurai (2020)
- Subnautica: Below Zero (2021)
- Castle Craft: World War (2021)
- Thunder Tier One (2021)
- The Callisto Protocol (2022)
- Moonbreaker (2022)
- Road to Valor: Empires (2023)
- Defense Derby (2023)
- InZOI (2025)

### Игры во вселенной PUBG
- PUBG: Battlegrounds (ранее известна как PlayerUnknown’s Battlegrounds) (2017)[1]
- New State Mobile (ранее известна как PUBG: New State) (2021)[2]

### Анонсированные
- Dark and Darker Mobile
- Subnautica 2

### Отмененные
- PlayerUnknown’s Battlegrounds: Cowboy[3][4]

## Дочерние студии
- Bluehole Studio — компания-родоначальница.
- PUBG Studios (ранее Ginno Games, Bluehole Ginno Games и PUBG Corporation) — внутренняя студия Bluehole, которая разработала PlayerUnknown’s Battlegrounds.
- Striking Distance Studios — открыта в 2019 году.
- RisingWings
- Dreamotion Inc. — основана в 2016 году, в 2021 году приобретена Krafton.
- Thingsflow Inc. — компания по производству интерактивного контента, известная благодаря Hellobot, контент-платформе на основе чатов, которая позволяет пользователям взаимодействовать с персонажами, управляемыми ботами, через специальные приложения и мессенджеры. По состоянию на май 2021 года у Hellobot более четырёх миллионов пользователей по всей Корее и Японии. 29 июня 2021 года эта компания была приобретена Krafton
- Unknown Worlds Entertainment — основана в США в 2001 году, приобретена Krafton в октябре 2021 года.
- 5minlab Corporation — основана в 2013 году, приобретена Krafton в 2022.
- Neon Giant — основана в Швеции в 2018 году, приобретена Krafton в 2022.
- Tango Gameworks — была основана в Японии в 2010 году и закрыта в мае 2024 года, приобретена вместе с правами на Hi-Fi Rush и возрождена Krafton в августе 2024[5].